# 프랑크 메르텐스
프랑크 메르텐스(독일어: Frank Mertens, 1961년 10월 26일 ~ )는 독일 음악가이다. 그는 독일 신스팝 밴드 알파빌의 전 멤버이다.